# Johannes Loccenius
Johannes Loccenius, född 13 mars 1598 i Itzehoe, Holstein, död 27 juli 1677 i Uppsala, professor skytteanus, jurist och historiker. Till historieskrivningen har hans bidrag varit mindre betydande och metodiskt av sämre kvalitet, där han i första hand tjänade som influens åt sin samtid. Hans bidrag till svensk rättshistoria, privaträtt och romersk rätt har däremot varit avsevärt mer betydande, i synnerhet hans översättning av landskapslagarna.

## Biografi
Johannes Loccenius var son till borgaren och handelsmannen Albrecht Locken och Anna Sommer. Han studerade vid gymnasiet i Hamburg, samt universiteten i Helmstedt, Rostock och Leiden. 7 juli 1625 doktorerade han i juridik vid universitetet i Leiden. Han hade i Rostock blivit bekant med Johan Skytte som inrättat en professur vid Uppsala universitet i vältalighet och politik, vilket förmodligen bidrog till att han blev extra ordinarie professor i Uppsala samma år i historia. Två år senare efterträdde han Jonas Magni som ordinarie professor, men blev redan 1628 extra ordinarie professor skytteanus, och 1630 ordinarie. 
Vid sidan av den skytteanska professuren var han under en period rektor för universitetet och 1634–1648 professor i romersk rätt, blev 1648 universitetsbibliotekarie, samt 1648 extraordinarie och 1651 ordinareirikshistoriograf. 1666 blev han assessor i antikvitetskollegium.
I egenskap av universitetsbibliotekarie samlade han fragment av heliga Birgittas liv och texter, och skänkte dem till biblioteket. Han utsågs till juris professor honorarius 1666, och efterträdde Georg Stiernhielm som preses vid Antikvitetskollegium 1672. 6 april 1671 blev han frälseman då han fick frihet för sina hemman. Hans son adlades under namnet Tigerklou och hans ena dotter gifte sig med Johannes Schefferus som han själv var god vän med, och den andra med Ericus Aurivillius.
Han var gift två gånger. Första hustrun var Ursula Wallrave, född Tamm (1594–1652) från Hamburg som han gifte sig med 1622. Hon var dotter till borgaren Hinrik Tamm och Regina Firscheck. Med henne hade han sju barn: Regina (1623–79) gift 1648 med Johannes Schefferus, Ursula (1640–1713) gift 1660 med Thorbern Fegraeus, Dorotea (död 1688), Elisabet, Anna (död 1725) gift 1681 med Ericus Aurivillius, Albrekt Loccenius adlad Tigerklou (död 1707), Margareta (död 1684) gift med Per Jonsson Salanus. Efter drygt två år som änkling gifte han om sig med Margareta Wanckelmuth, född Kitz (1625–1699), från Stockholm, som var dotter till en bagarålderman.

## Bidrag till rättsvetenskapen

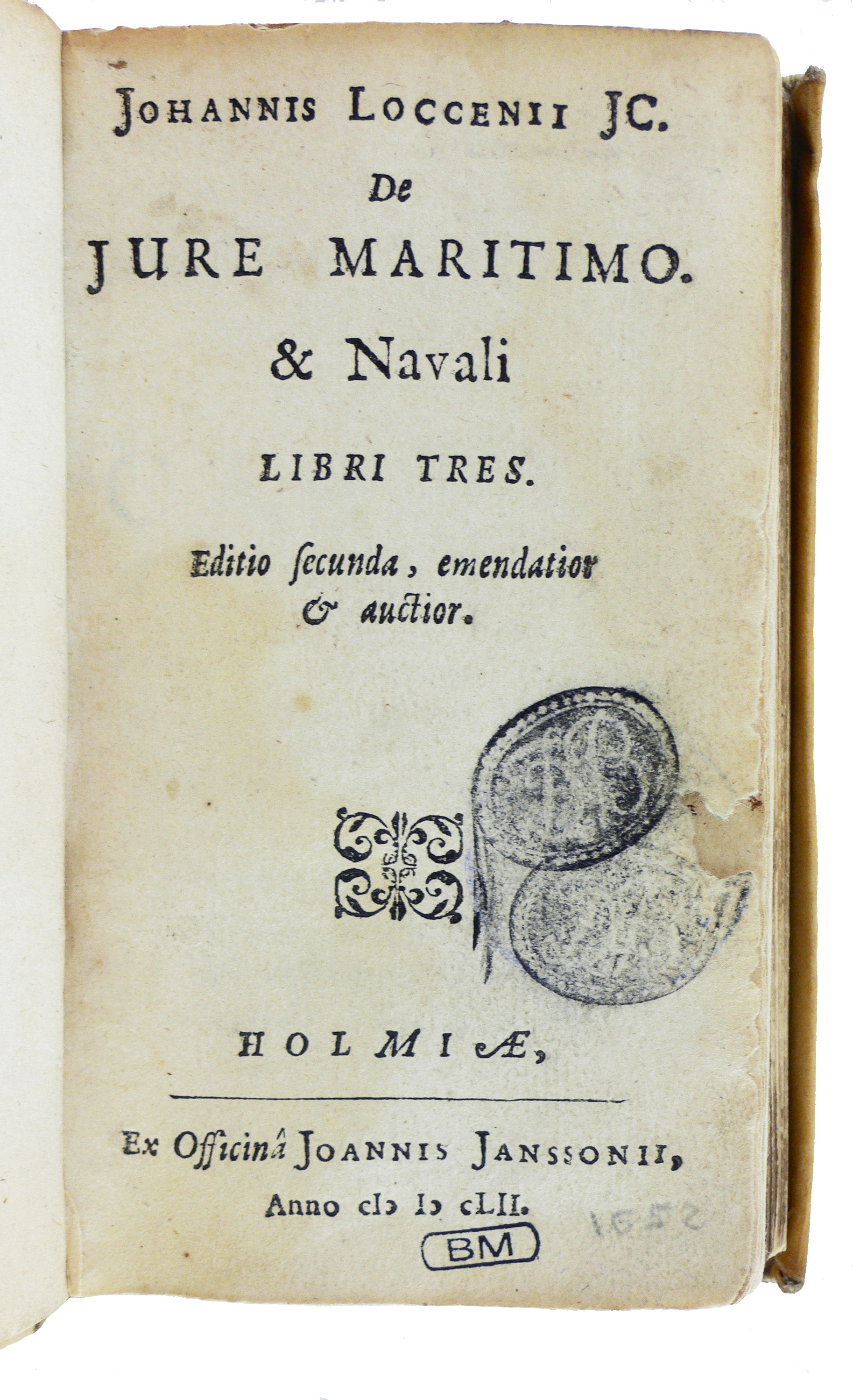
De jure maritimo et navali, 1652.

Loccenius räknas jämte Johan Stiernhöök och Clas Rålamb som grundare av den svenska juridiska vetenskapen. En av hans insatser var att översätta landskapslagarna till latin varmed dessa blev kända på kontinenten. I några av hans mest betydande verk kombinerar han svensk medeltida rätt med Corpus juris civilis; han avvisade den tysk-romerska tolkningen av den romerska rätten men var i statsrättsligt avseende ett barn av sin samtids teorier, särskilt Johannes Althusius', vid universiteten där han studerat. I stormaktstidens Sverige blev han något kritiserad för att inte i större utsträckning förlita sig på svensk rättstradition med hans Synopsis juris publici svecani (titel enligt tredje reviderade upplagan 1673), men detta verk har under senare tider rönt större beaktande då det är det första statsrättsliga verk som på ett mer systematiskt sätt behandlar svenska dylika förhållanden, och används därför i rättshistorisk forskning. Delar av verket skrev han redan omkring 1640 men publicerade det inte omedelbart, och när han så gjorde var det först efter betydande revideringar. Troligen var det efter anvisning av Axel Oxenstierna som Loccenius till en början undlät att ge ut den delen. Man har trots samtidens kritik kunnat konstatera att han förändrade den svenska hovrättens praxis med Synopsis. 
Därtill har han skrivit ett flertal läroböcker i juridik, till exempel Lexicon juris sveo-gothici, som är ett svenskt-latinskt lexikon över juridiska begrepp. För detta verk studerade han runskrifter och gjorde jämförelser med norska, isländska och engelska källor.

## Bidrag till historievetenskapen

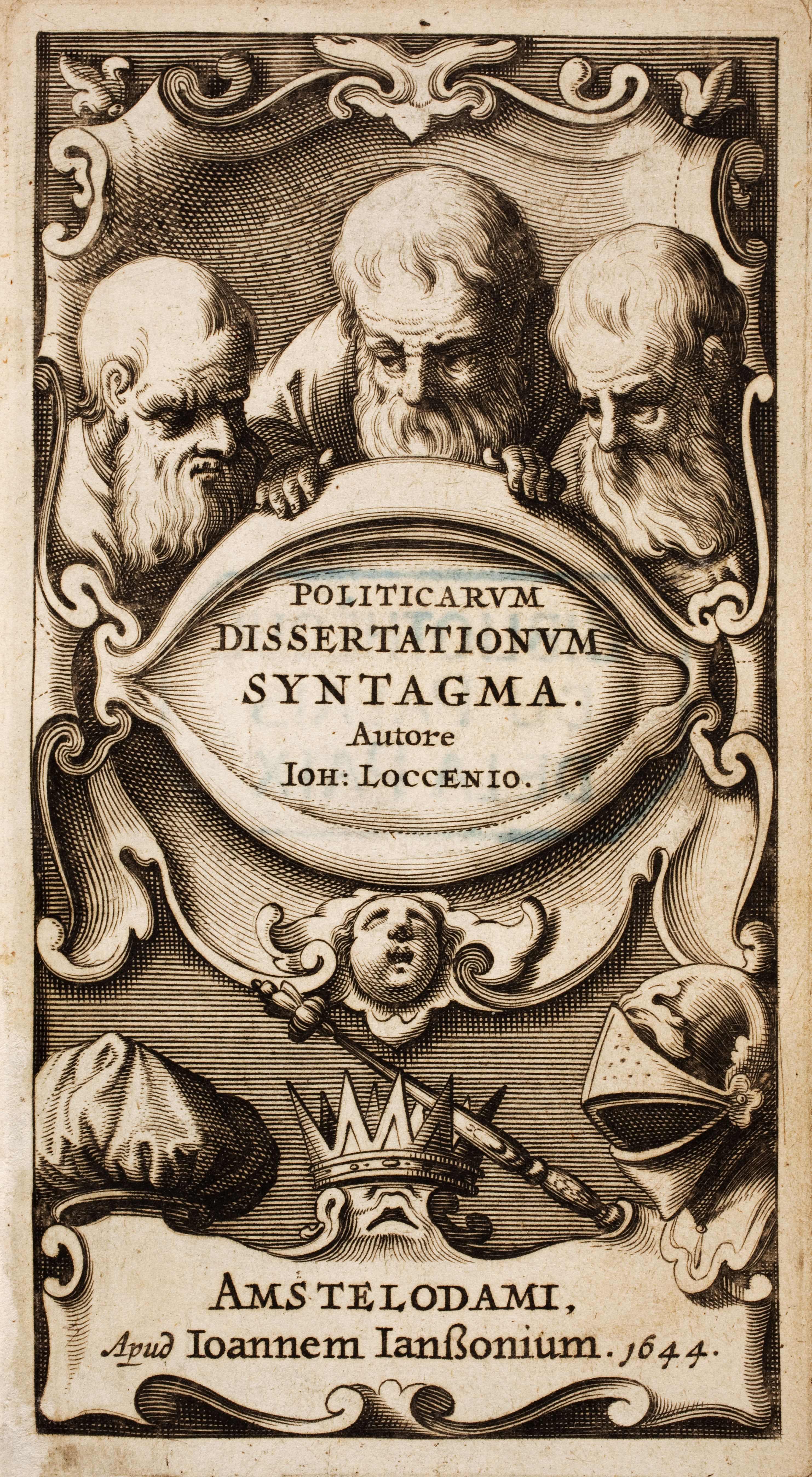
Politicarum dissertationum syntagma, 1608.

Som historiker skrev han flera verk som fick uppmärksamhet och betydelse. Mest känd torde Rerum Suecicarum historia (1654) vara. I dess första upplaga utelämnar han i kungalängden de kungar som numera kallas sagokungar, och börjar först vid kristendomens införande. Detta ansågs vara mycket vågat vid den tiden, och redan 1662 utgav han en andra reviderad upplaga där han föregriper göticisten Olof Rudbeck d.ä.:s historieskrivning dels med avseende på kungalängden, dels då han skriver att geter och goter är svenskarnas förfäder samt att Zamolxis skapat den första svenska lagstiftningen.
Magnus von Platen förklarar upplagornas skillnader med att Loccenius ”fridsam och eftergiven till sin natur uppgav /…/ sin kritiska metodik inför motståndet från sv. chauvinism”. Loccenius var i den andra upplagan påtagligt influerad av Ericus Olai, vars historieverk han lät utge 1654. Det rykte han erhållit som historiker har främst baserats på de numera allmänt avfärdade teorierna i senare upplagor av Rerum; Olof Rudbeck d. ä. var en stor beundrare och vidareutvecklade i Atlantica de påhittade sagor Loccenius framställde. Som rikshistoriker fick Loccenius i uppdrag att skriva texten till Erik Dahlberghs Suecia antiqua et hodierna, men uppdraget blev aldrig slutfört.